# Парламентарни избори в България (1881)
Парламентарните избори през 1881 г. се провеждат в Княжество България през юни и са за Второ велико народно събрание. Органът е свикан за втори път в Свищов, за да разгледа измененията в конституцията, предложени от княз Александър I Батенберг. Предложените изменения са отзвук от исканията на консерваторите по време на първите избори през 1879 г. Предложените изменения включват ограничаване на гражданските свободи, намаляване на народните представители и въвеждане на държавен съвет.

## Кампания
Първоначално, Либералната партия не е против предложените поправки, тъй като смята, че българският народ се противопоставя на тях и застава зад Либералната партия. Вярвайки, че това ще се отрази на резултатите от изборите, Либералната партия е уверена, че ще доминира в новото събрание. Това доверие се изпарява, когато Русия решава да подкрепи княза по време на изборите. Руските войски са на разположение на избирателните секции, за да „помагат на неграмотните“ и да „пазят реда“.

## Резултати
Пробатенбергските консерватори успяват да си осигурят мнозинството, което искат.

## Последици
На 1 юли 1881 г. се свиква Второ велико народно събрание в Свищов. Преобладаващото консерваторско мнозинство подкрепя конституционните изменения, отнемайки по-малко от два часа, за да бъдат приети всички. Княз Александър Батенберг на практика извършва държавен преврат. След това много вбесени либерали напускат България. Режимът на Батенберг обаче е слаб от самото начало, тъй като реалната власт е на двамата руски генерали, изпратени от Санкт Петербург, Леонид Соболев и Александър Каулбарс. В крайна сметка режимът рухва и конституцията е възстановена на 6 септември 1883 г.